# Пацаны: Осатанелые
«Пацаны́: Осатане́лые» или просто «Осатане́лые» (англ. The Boys Presents: Diabolical) — американский анимационный телесериал-антология для взрослой аудитории, являющийся спин-оффом телесериала «Пацаны», основанного на одноимённой серии комиксов от Гарта Энниса и Дарика Робертсона, в разное время издававшейся DC Comics и Dynamite Entertainment. Сериал создан исполнительными продюсерами «Пацанов» Эриком Крипке, Сетом Рогеном и Эваном Голдбергом, а также Саймоном Рачиоппой.
Каждый эпизод представляет собой самостоятельную историю, происходящую во вселенной сериала; направленность сюжетов варьируется от комедийной до драматической, все короткометражки выполнены в разных анимационных стилях. Сценарии к сериям написали Эннис, Рачиоппа, Роген, Голдберг, Джастин Ройланд, Илана Глейзер, Аквафина и Энди Сэмберг; Энтони Старр, Доминик Макеллиготт, Чейс Кроуфорд, Элизабет Шу и Джанкарло Эспозито озвучивают своих персонажей из игровой адаптации.
Премьера первого сезона состоялась на Amazon Prime Video 4 марта 2022 года. Сериал получил в основном положительные отзывы от критиков, хваливших анимацию, озвучку, сценарии, юмор и тематику.

## Синопсис
Собрание анимационных короткометражных фильмов, выполненных в разных стилях анимации и происходящих в рамках вселенной сериала «Пацаны».

## Эпизоды
| № | Название | Режиссёр                              | Автор сценария                                     | Стиль анимации                                               | Дата премьеры | Студия анимации           |
| --- | --- | ------------------------------------- | -------------------------------------------------- | ------------------------------------------------------------ | ------------- | ------------------------- |
| 1 | «Прогулка лазерной малышки» «Laser Baby's Day Out»                                                                                          | Кристал Чесни-Томпсон и Дерек Томпсон | Сет Роген и Эван Голдберг                          | Анимация Стивена Спилберга 1990-х годов                      | 4 марта 2022  | Snipple Animation Studios |
| Неуклюжий сотрудник лаборатории в агентстве по усыновлению Vought International пытается спасти от уничтожения девочку с лазерным зрением. Когда их преследуют солдаты Vought, девочка с помощью своих способностей убивает их, а также супергероя Супермозга. Примечание: в данном эпизоде практически отсутствует устная речь. В ролях: - Бен Шварц — Саймон - Фред Таташор — Супермозг - Дженни Йокобори — Лазерная малышка | |                                       |                                                    |                                                              |               |                           |
| 2 | «Анимационная короткометражка о том, как обозлённые суперы убивают родителей» «An Animated Short Where Pissed-Off Supes Kill Their Parents» | Паркер Симмонс                        | Джастин Ройланд и Бен Бэюф                         | Эстетика Джастина Ройланда                                   | 4 марта 2022  | Mighty Animation Studios  |
| Группа одарённых подростков живёт затворнической жизнью в приюте для детей с бесполезными сверхспособностями. Узнав правду о происхождении своих сил, подростки решают отомстить своим родителям, которые отказались от них. Повествование ведётся от лица одного из подростков, Рассказчика. Когда они убивают большую часть родителей, их последней жертвой становится отец Призрак, однако появляется Хоумлендер и убивает всех за исключением Призрак, которая сбегает, давая клятву отомстить своей матери. Рассказчик заканчивает эпизод, заявляя, что он убил своего отца, отрезал ему лицо, надел его на своё и вообразил, как отец им гордится. В ролях: - Фрэнсис Конрой — Барб - Аша Купер — Призрак - Грей Гриффин — репортёр / Клык / мать Языка - Шоло Маридуэнья — Аква Агуа - Калеб Маклафлин — Медленный - Евгений Мирман — Денис Флетчер - Ретта — мать Призрак - Джастин Ройланд — Бумажный / отец Рассказчика / отец Пикантных Яиц - Бен Шварц — отец Кингдома - Паркер Симмонс — Кингдом / Биг/ отец Аква Агуа - Кристиан Слейтер — Рассказчик: Пол - Кевин Смит — Титькорожа - Кинан Томпсон — отец Медленного - Анджела Мари Волп — мать Бумбокса - Гари Энтони Уильямс — отец Призрак | |                                       |                                                    |                                                              |               |                           |
| 3 | «Я твой наркодилер» «I'm Your Pusher» | Джанкарло Вольпе                      | Гарт Эннис                                         | Комикс «Пацаны»                                              | 4 марта 2022  | Edge Animation            |
| Бутчер сталкивается с Освальдом Даника, дилером, поставляющим наркотические вещества напрямую супергероям Vought, и шантажирует его, заставляя отравить супергероя Великое Чудо, который собирается присоединиться к «Семёрке». Во время церемонии посвящения, за которой издалека наблюдают О.Д., Бутчер и Хью, Великое Чудо в припадке убивает себя и Айронкаста, что заставляет Хоумлендера, Королеву Мэйв и Джека с Юпитера отвлечь внимание на себя, сказав, что они летят сражаться со злодеем Галаксиусом. В ролях: - Кимберли Брукс — пиарщица - Майкл Сера — Великое Чудо - Киран Калкин — О.Д. - Джейсон Айзекс — Билли Бутчер - Доминик Макеллиготт — Королева Мэйв - Саймон Пегг — Хьюи Кэмпбелл - Кевин Майкл Ричардсон — Джек с Юпитера / Айронкаст - Энтони Старр — Хоумлендер | |                                       |                                                    |                                                              |               |                           |
| 4 | «Бойд в 3D» «Boyd in 3D» | Наз Годрати-Азади                     | Элиот Глейзер Сюжет: Элиот Глейзер и Илана Глейзер | Французские комиксы и анимация                               | 4 марта 2022  | Folivari (Fost Studio)    |
| Под надзором Вика и Эрин Бойд использует экспериментальный трансформирующий крем от Vought с целью впечатлить свою соседку Черри. Когда та тоже начинает пользоваться кремом и превращается в девушку-кошку, они вдвоём становятся самой горячей парой супергероев Vought. Вскоре обоих одолевает звёздная болезнь, которая препятствует их отношениям, и Эшли Барретт увольняет их, прекращая снабжение кремом. Бойд и Черри решают узнать друг друга поближе такими, какие они есть. В концовке оказывается, что крем не сработал, а Бойд воображает себе события эпизода, прежде чем умереть от побочных эффектов на глазах у Вика и Эрин. В ролях: - Крис Диамантопулос — официант - Эмили В. Гордон — Эрин - Элиот Глейзер — Бойд Дун - Колби Минифи — Эшли Барретт - Кумэйл Нанджиани — Вик - Насим Педрад — Черри Синклэр | |                                       |                                                    |                                                              |               |                           |
| 5 | «Лучшие подружки» «BFFS» | Мэделин Флорес                        | Аквафина                                           | Мультфильмы утреннего блока субботы                          | 4 марта 2022  | Edge Animation            |
| Скай — девушка-изгой, недавно переехавшая в город. Украв ампулу с Препаратом V у местного дилера, Скай решает обрести суперсилы, чтобы наконец завести друзей, когда понимает, что её подруги Бри и Тиффани её используют. Она получает способность управлять калом и создавать из него формы жизни, одну из которых она называет Ареолой. Позднее её арестовывает Подводный, убивший дилера с помощью акулы. Vought собирается заставить Скай подписать договор о неразглашении и забрать Ареолу, которую Скай решает спасти. Она использует свои способности во время сражения с Подводным в канализации, чтобы создать армию из кала и поразить его. Скай решает, что Ареола — её единственный настоящий друг, и бросает кал в напиток Тиффани. В ролях: - Аквафина — Скай / Ареола / кал - Николь Байер — Бри - Чейс Кроуфорд — Подводный - Сет Роген — наркодилер - Грей Гриффин — представитель Vought / Тиффани | |                                       |                                                    |                                                              |               |                           |
| 6 | «Нубийские разборки» «Nubian vs Nubian» | Мэттью Борднейв                       | Айша Тайлер                                        | Вдохновлённый аниме                                          | 4 марта 2022  | D'Art Shtajio             |
| Когда родители-супергерои, принц Нубийский и Нубия, находятся на грани развода, их дочь Майя решает договориться с их бывшим врагом Граундхоком, чтобы спасти их брак. Сражение с Граундхоком помогает супругам зажечь былую искру, но только на некоторое время; они убивают его, приняв за педофила. Майя, которой надоедают их бесконечные споры, настаивает на разводе родителей, попутно шантажируя их, чтобы те купили ей пони. В ролях: - Дон Чидл — Принц Нубийский - Джон Ди Маджо — Граундхок - Сомали Роуз — Майя - Айша Тайлер — Нубия | |                                       |                                                    |                                                              |               |                           |
| 7 | «Джон и Сун-Хи» «John and Sun-Hee» | Стив Ан                               | Энди Сэмберг                                       | Вдохновлённый корейскими фильмами в жанрах драма и ужасы     | 4 марта 2022  | Studio Animal             |
| Джон узнаёт, что его жене Сун-Хи осталось жить несколько дней из-за рака поджелудочной железы. Чтобы спасти её, он покупает электрошокер и устраивается на работу в штаб-квартиру Vought. Обезвредив охранника, Джон забирает его пропуск и крадёт сыворотку с целью вылечить жену. Приняв сыворотку, Сун-Хи сбегает вместе с Джоном с помощью щупалец, выросших из её раковых клеток. Спустя время, Сун-Хи становится плохо и в лесу рак выделяется из её тела, поглощает всю живность в округе и увеличивается в размерах. Солдаты пытаются уничтожить рак, однако тот уничтожает их. Джон хочет сбежать, однако Сун-Хи говорит, что они должны исправить то, что натворили. Сун-Хи обретает свои собственные сверхсилы, велит Джону спасаться бегством и заботиться о себе без неё. Сун-Хи отправляется на битву со своим раком в одиночку. В ролях: - Рэндалл Дук Ким — Джон - Хари Пэйтон — головорез Vought - Энди Сэмберг — Гари - Анджела Мари Волп — врач - Юн Ёджон — Сун-Хи | |                                       |                                                    |                                                              |               |                           |
| 8 | «Один плюс один равно два» «One Plus One Equals Two»                                                                                        | Джей Ким и Джанкарло Вольпе           | Саймон Рачиоппа                                    | Более мрачный взгляд на американскую супергеройскую анимацию | 4 марта 2022  | Edge Animation            |
| Впервые присоединившись к «Семёрке», Хоумлендер вынужден вместе с Чёрным Нуаром разобраться с бандитами, взявшими заложников на химическом предприятии. Мэдлин убеждает Хоумлендера в том, что тот не должен позволять Чёрному Нуару принизить его значимость. Прибыв на место происшествия раньше Нуара, Хоумлендер пытается решить проблему мирным путём. Однако обстановка накаляется, когда он в порыве ярости убивает террористов и заложников. Испугавшись, что Чёрный Нуар поспособствует тому, что Хоумлендера выгонят из Vought, он пытается убить его, но в процессе случайно взрывает весь завод. Вместо того, чтобы его выдать, Чёрный Нуар убивает оставшихся свидетелей и подсказывает Хоумлендеру слова, произнесённые им перед камерами. В ролях: - Крис Диамантопулос — лидер террористов - Джанкарло Эспозито — Стэн Эдгар - Жермейн Фоулер — Тед - Грей Гриффин — Шэрон - Дэвид Марчиано — Гари - Элизабет Шу — Мэдлин Стилвелл - Энтони Старр — Хоумлендер - Урсула Тахириан — Лиз - Шон Патрик Томас — заложник | |                                       |                                                    |                                                              |               |                           |

## Производство
О проекте было впервые объявлено на панели Prime Video на Comic Con Experience в Бразилии. Тогда стало известно, что это будет телесериал-антология во вселенной сериала «Пацаны». «Осатанелые» состоят из восьми эпизодов, сценарии к которым написали Аквафина, Гарт Эннис, Элиот и Илана Глейзер, Эван Голдберг и Сет Роген, Саймон Рачиоппа, Джастин Ройланд и Бен Бэюф, Энди Сэмберг и Айша Тайлер. Премьера сериала состоялась 4 марта 2022 года.
Эрик Крипке заявил, что идея мультсериала пришла к нему во время пандемии COVID-19, когда продюсеры захотели скрасить ожидание фанатов перед выходом третьего сезона основного сериала. Из-за запрета на съёмки большинства проектов с живыми актёрами они решили создать анимационный сериал-антологию, выполненный в разных стилях анимации.
Некоторые члены актёрского состава и сценаристы были объявлены в тизер-трейлере, выпущенном в феврале 2022 года. Позднее в том же месяце был выпущен полноценный трейлер, в котором показали имена остальных актёров. Также стало известно, что Саймон Пегг озвучил роль Хьюи Кэмпбелла, персонажа, который в оригинальном комиксе был срисован с образа актёра. Пегг не смог сыграть Хьюи в оригинальном телесериале, поскольку на момент начала работы над ним не подошёл по возрасту.
Эрик Крипке позднее заявил, что создатели сериала считают лишь несколько эпизодов каноничными, несмотря на то, что в таком виде подавался весь сериал, используя в качестве примера финал сезона.

## Восприятие
На сайте-агрегаторе Rotten Tomatoes первый сезон сериала имеет рейтинг 97 % на основе 30 рецензий со средней оценкой 7.6/10. Консенсус сайта гласит: «Анимационные короткометражки из „Осатанелых“ столь же безбашенно, сколь оригинальные „Пацаны“, адаптируют хлёсткий социальный комментарий под формат мультипликации и подают его дьявольски весело — и совсем не по-детски.» На сайте Metacritic средневзвешенная оценка составляет 70 баллов из 100 на основе 7 рецензий, что соответствует статусу «в целом благоприятные отзывы».

### Награды и номинации
| Год  | Награда                                                | Категория                                      | Номинант(ы) | Результат | Пр.           |
| ---- | ------------------------------------------------------ | ---------------------------------------------- | --- | --------- | ------------- |
| 2022 | Телевизионная премия Ассоциации кинокритиков Голливуда | Лучший короткометражный анимационный сериал    | «Пацаны: Осатанелые» | Номинация | [ 12 ]        |
| 2022 | Прайм-таймовая творческая премия «Эмми»                | Лучшее индивидуальное достижение в анимации    | Лекси Нот (художник-раскадровщик) (за серию «Бойд в 3D») | Победа    | [ 13 ]        |
| 2022 | Прайм-таймовая творческая премия «Эмми»                | Лучшая короткометражная анимационная программа | Саймон Рачиоппа, Эрик Крипке, Сет Роген, Эван Голдберг, Джеймс Уивер, Нил Х. Мориц, Павун Шетти, Ори Мармур, Кен Ф. Левин, Джейсон Ниттер, Гарт Эннис, Дарик Робертсон, Микаэла Стар, Лорели Аланис, Крис Прайноски, Шэннон Прайноски, Бен Калина, Энди Сэмберг, Стив Ан, Джанкарло Вольпе и Мередит Лейн (за серию «Джон и Сун-Хи») | Номинация | [ 14 ] [ 15 ] |
| 2022 | Сатурн                                                 | Лучший анимационный сериал на телевидении      | «Пацаны: Осатанелые» | Номинация | [ 16 ]        |